# Josip Pavić
Josip Pavić (Split, 1982. január 15. –) olimpiai bajnok (2012), olimpiai ezüstérmes (2016), világ- (2007) és Európa-bajnok (2010) horvát vízilabdázó, kapus. A FINA 2012-ben a világ legjobb vízilabdázójává választotta.